# BOSTEC
株式会社BOSTEC（ボステック）は、券売機、両替機、セルフ決済機及び売上集計システムの設計・製造・販売メーカー。
デジタルプリントシステムの設計・製造・販売も行っている。本社所在地は長野県長野市大豆島。

## 沿革
- 1973年 - 日本産業株式会社として設立し、電気製品の販売を開始する。
- 1982年 - ゲーム機用スイッチング電源を開発し、販売開始。社名を改め株式会社中野技研とし、中野市に移転。
- 1983年 - 紙幣両替機を開発し、販売開始。東京営業所を開設する。
- 1984年 - 中野市より、長野市北長池に本社移転。
- 1993年 - 社名を改め株式会社アイデクソン技研とし、長野市大豆島に新社屋を建築、移転。
- 1996年 - 券売機を開発、販売開始。
- 2001年 - 株式会社イーヤマが資本参加し、イーヤマグループの一員となる。社名を改め株式会社イーヤマ技研とする。
- 2003年 - タッチパネル式券売機を開発、販売を開始。デジタルプリントシステムを開発、販売開始。
- 2006年 - MBOにより株式会社イーヤマより独立、社名を改め株式会社BOSTECとする。代表取締役社長に安田卓治が就任。東京営業所を台東区浅草橋に移転する。
- 2007年 - 高額紙幣対応押しボタン式券売機BBMを開発、販売を開始。増資により、資本金4,500万円とする。券売機ASP集計サービスを開始。窓口発券機を開発、販売を開始。
- 2008年 - 19インチタッチパネル式券売機を開発、販売を開始。ICカード対応券売機を開発、販売を開始。
- 2009年 - 背面操作式タッチパネル式券売機を開発、販売を開始。
- 2010年 - 業界初22インチワイドタッチパネル式券売機を開発、販売を開始。
- 2010年 - タッチパネル式コンパクト券売機を開発、販売を開始。
- 2011年 - 低額紙幣両替機GSC-023・GSC-023R防犯強化対策モデルの販売を開始。
- 2012年 - 券売機のイベント用短期レンタルを開始。
- 2012年 - 高額紙幣両替機GSC-038の販売を開始。
- 2012年 - ECサイトを開設。
- 2013年 - Suica,PASMO,WAON対応券売機BTi-MとBTi-Sの販売を開始。
- 2013年 - ICカード専用（キャッシュレス）券売機BCLの販売を開始。
- 2013年 - 高額紙幣対応「マルチ選択式」両替機BX-MTの販売を開始。
- 2014年 - 両替機BXシリーズの販売を開始。
- 2014年 - 背面操作式高額紙幣両替機BX-107Rの販売を開始。
- 2014年 - Edy専用決済券売機BCL-22Edyの販売を開始。
- 2015年 - ワインディスペンサー向けWAON決済端末機の開発、販売を開始。
- 2016年 - ワインディスペンサー向け現金決済端末機BKM（高額紙幣対応） の開発、販売を開始。
- 2016年 - プライバシーマークを取得。
- 2017年 - 19インチタッチパネル式小型券売機FSH-19Vの販売を開始。
- 2017年 - 19インチタッチパネル式背面操作型券売機RMC-19Vの販売を開始。
- 2017年 - 券売機の次世代モデルとなるセルフ決済機シリーズの開発、販売を開始。
- 2017年 - 卓上セパレート型の15インチタッチパネル式セルフ決済機RMC-15Tの販売を開始。
- 2017年 - 27インチタッチパネル式のセルフ決済機FMC-27VA（主要電子マネー、WeChat Pay payment,Alipay,valuecard,クレジットカードなど対応）とFMC-27VBの販売を開始。
- 2017年 - 27インチタッチパネル式キャッシュレス決済専用端末FCL-27Vの販売を開始。
- 2019年 - セットメニューの購入を容易にした券売機及びセルフ決済機の特許を出願。
- 2019年 - レセプトコンピュータと自動精算機を連動させたシステムを開発。
- 2019年 - ECサイトをリニューアルオープン。[6]
- 2020年 - セルフメニュー変更機能を搭載したFSC-156Tの販売を開始。
- 2021年 - ルミーズ株式会社のマルチ決済端末”Salo-01”と連携したキャッシュレス専用マルチ決済機Slim Pay（スリムペイ）の販売を開始。
- 2021年 - オンラインショップ限定で、セルフメニュー変更機能を搭載した決済機楽らく券助シリーズ(FSC-156T)(FMC-156T)の販売を開始。
- 2022年 - 券売機のセット商品販売機能の特許を取得。特許第6993701号「自動券売機」（セット商品販売機能）
- 2022年 - 実用新案概要、両替機にて通信機能を利用して、硬貨残数のお知らせ・エラー・警報等に関してあらかじめ登録されたメールアドレスへ通知が入る機能を実用新案権登録。考案の名称は「両替機」。
- 2023年 - 本社を増築。
- 2023年 - BTi券売機シリーズの最新機種BTi-M2Vの販売を開始。
- 2023年 - Active Brain セルフ会計機の販売を開始。

## 主な商品
- 券売機
- 窓口発券機
- 両替機
- 決済端末機
- セルフ決済機
- POSレジシステム
- ASP集計管理システム
- 電子マネー決済システム
- 監視カメラシステム
- デジタルプリントシステム
- ポイントカードシステム
- キッチンプリンターシステム
- キッチンディスプレイシステム
- オーダーお知らせシステム
- 券売機監視システム
- 入退場ゲート
- レセプトコンピュータと自動精算機の連動システム